# Ӓ
Das Ӓ (Kleinbuchstabe ӓ) ist ein Buchstabe des kyrillischen Alphabets, bestehend aus einem А mit Diärese, der in der kildinsamischen, Mari- und ehemals in der gagausischen Sprache für den Laut æ benutzt wird.
Neuerdings wird das Zeichen auch in der chantischen Sprache benutzt, wo es den Lautwert ɐ hat.

## Zeichenkodierung
| Standard  | Standard    | Majuskel Ӓ                               | Minuskel ӓ                             |
| --------- | ----------- | ---------------------------------------- | -------------------------------------- |
| Unicode   | Codepoint   | U+04D2                                   | U+04D3                                 |
| Unicode   | Name        | CYRILLIC CAPITAL LETTER A WITH DIAERESIS | CYRILLIC SMALL LETTER A WITH DIAERESIS |
| UTF-8     | UTF-8       | D3 92                                    | D3 93                                  |
| XML/XHTML | dezimal     | &#1234;                                  | &#1235;                                |
| XML/XHTML | hexadezimal | &#x04D2;                                 | &#x04D3;                               |